# Česká fotbalová liga 2024/2025
Česká fotbalová liga (3. česká fotbalová liga) 2024/2025 byla 34. ročníkem České fotbalové ligy, která spolu s Moravskoslezskou fotbalovou ligou tvořila 3. úroveň v systému fotbalových soutěží. Byla řízena Fotbalovou asociací České republiky. Sezóna začala 9. srpna 2024.
Liga byla nově pro tuto sezónu rozdělena na 2 skupiny po 17 týmech. Po skončení základní části se vítězové obou skupin utkali v baráži o jedno postupové místo do Chance Národní ligy.
Vítězem stal klub FK VIAGEM Ústí nad Labem a postoupil do Chance Národní ligy.

## Kluby
| 2. liga           | 2. liga    | Divize                                                                                 | Divize                                           |
| ▲                 | ▼          | ▲                                                                                      | ▼                                                |
| ----------------- | ---------- | -------------------------------------------------------------------------------------- | ------------------------------------------------ |
| SK Slavia Praha B | FK Příbram | SK Petřín Plzeň FC Chomutov TJ Jiskra Ústí nad Orlicí SK Benátky nad Jizerou SK Kladno | FK Přepeře FK Králův Dvůr FC Slavia Karlovy Vary |

- Klub FK Robstav byl ještě před zahájením prvního kola ze soutěže vyřazen[3].
- V zimní přestávce došlo ke změně názvu klubu z Velvar na FK Robstav Velvary[4].

## Skupina A
| Poř. | Tým                       | Z  | V  | R | P  | VG | OG | B  |
| ---- | ------------------------- | -- | -- | - | -- | -- | -- | -- |
| 1.   | TJ Jiskra Domažlice       | 30 | 19 | 6 | 5  | 68 | 33 | 63 |
| 2.   | FK Příbram                | 30 | 17 | 6 | 7  | 58 | 35 | 57 |
| 3.   | FC Viktoria Plzeň B       | 30 | 17 | 6 | 7  | 65 | 33 | 57 |
| 4.   | SK Motorlet Praha         | 30 | 14 | 8 | 8  | 54 | 43 | 50 |
| 5.   | Bohemians Praha 1905 B    | 30 | 15 | 3 | 12 | 55 | 53 | 48 |
| 6.   | FK Dukla Praha B          | 30 | 14 | 4 | 12 | 63 | 43 | 46 |
| 7.   | FC Silon Táborsko B       | 30 | 14 | 2 | 14 | 38 | 48 | 44 |
| 8.   | FC Písek                  | 30 | 11 | 9 | 10 | 33 | 44 | 42 |
| 9.   | TJ Slovan Velvary         | 30 | 12 | 6 | 12 | 54 | 52 | 42 |
| 10.  | FK Admira Praha           | 30 | 11 | 8 | 11 | 36 | 46 | 41 |
| 11.  | SK Dynamo Č. Budějovice B | 30 | 11 | 5 | 14 | 55 | 59 | 38 |
| 12.  | Sokol Hostouň             | 30 | 9  | 7 | 14 | 30 | 43 | 34 |
| 13.  | FK Loko Praha             | 30 | 7  | 9 | 14 | 26 | 43 | 30 |
| 14.  | SK Petřín Plzeň           | 30 | 7  | 8 | 15 | 35 | 52 | 29 |
| 15.  | Povltavská FA             | 30 | 7  | 6 | 17 | 45 | 62 | 27 |
| 16.  | FC Chomutov               | 30 | 5  | 7 | 18 | 39 | 65 | 22 |

|  | Postup do play-off o postup do Chance Národní ligy |
|  | Přesun do Chance Národní ligy                      |
|  | Sestup do 4.ligy                                   |

- Mužstvo FK Příbram se po spojení s MFK Vyškov[5] přesouvá do Chance Národní ligy, ale v soutěži bude pokračovat mužstvo FK Příbram B[6].

## Skupina B
| Poř. | Tým                       | Z  | V  | R  | P  | VG | OG | B  |
| ---- | ------------------------- | -- | -- | -- | -- | -- | -- | -- |
| 1.   | FK VIAGEM Ústí nad Labem  | 32 | 26 | 4  | 2  | 89 | 18 | 82 |
| 2.   | SK Kladno                 | 32 | 20 | 6  | 6  | 64 | 34 | 66 |
| 3.   | SK Zápy                   | 32 | 15 | 9  | 8  | 61 | 39 | 54 |
| 4.   | SK Sokol Brozany          | 32 | 14 | 8  | 10 | 53 | 44 | 50 |
| 5.   | TJ Jiskra Ústí nad Orlicí | 32 | 12 | 9  | 11 | 36 | 43 | 45 |
| 6.   | FC Hradec Králové B       | 32 | 12 | 7  | 13 | 42 | 47 | 43 |
| 7.   | FK Mladá Boleslav B       | 32 | 12 | 7  | 13 | 51 | 54 | 43 |
| 8.   | FC Slovan Liberec B       | 32 | 12 | 6  | 14 | 57 | 61 | 42 |
| 9.   | FK Arsenal Česká Lípa     | 32 | 12 | 5  | 15 | 40 | 53 | 41 |
| 10.  | FK Baník Most-Souš        | 32 | 11 | 7  | 14 | 36 | 38 | 40 |
| 11.  | FK Jablonec B             | 32 | 10 | 9  | 13 | 38 | 46 | 39 |
| 12.  | FK Teplice B              | 32 | 10 | 9  | 13 | 47 | 60 | 39 |
| 13.  | SK Sparta Kolín           | 32 | 8  | 11 | 13 | 39 | 49 | 35 |
| 14.  | SK Benátky nad Jizerou    | 32 | 8  | 11 | 13 | 33 | 48 | 35 |
| 15.  | TJ Sokol Živanice         | 32 | 9  | 6  | 17 | 35 | 65 | 33 |
| 16.  | FK Pardubice B            | 32 | 8  | 9  | 15 | 39 | 41 | 33 |
| 17.  | FK Chlumec nad Cidlinou   | 32 | 7  | 9  | 16 | 36 | 56 | 30 |

|  | Postup do play-off o postup do Chance Národní ligy |
|  | Převod práv na ČFL                                 |
|  | Sestup do 4.ligy                                   |

- Klub TJ Sokol Živanice převedl práva na soutěž na SK Slavia Praha C a bude pokračovat jen na okresní úrovni[8][9].

## Play-off o postup do druhé ligy
Vítězové skupin Ústí nad Labem a Domažlice se střetli v baráži na 2 zápasy. Vítězem se stalo Ústí nad Labem a nahradilo FK Varnsdorf v následující sezóně 2. ligy.
| 11. června 2025 18:00 |        |                                     |                                    |
| TJ Jiskra Domažlice   | 1:3    | FK VIAGEM Ústí nad Labem            | Střelnice, Domažlice diváci: 1 280 |
| Zajíček 31'           | Report | Moulis 13' Richter 73' Červenka 90' | Střelnice, Domažlice diváci: 1 280 |

| 14. června 2025 16:00    |        |                     |                                               |
| FK VIAGEM Ústí nad Labem | 2:1    | TJ Jiskra Domažlice | Městský stadion, Ústí nad Labem diváci: 2 358 |
| Richter 9' Moulis 20'    | Report | Došlý 59'           | Městský stadion, Ústí nad Labem diváci: 2 358 |